# Yosegi
Yosegi-zaiku (寄木細工) là một loại nghệ thuật parquetry (nghệ thuật sử dụng những miếng gỗ mosaic để trang trí) truyền thống của Nhật Bản có nguồn gốc từ thời kỳ Edo giàu có về mặt văn hoá. Nó đã có uy tín ngày càng tốt ở nước ngoài. Công việc khảm được thực hiện bằng cách sử dụng các hạt mịn tự nhiên và các kết cấu gỗ. Các loại gỗ xây dựng có nhiều màu khác nhau được cắt thành các thanh hình chữ nhật của các phần mong muốn. Cây nishikigi (Euonymus spp. - spindle tree) và cây aohada (Ilex macropoda) được dùng để tạo màu trắng, cây katsura (Cercidiphyllum japonicum) lâu năm cho màu đen, cây nigaki (Picrasma quassioides), cây dâu tằm trắng (Morus alba) và cây urushi hay cây sơn mài Trung Quốc (Toxicodendron vernicifluum) cho màu vàng, cây long não (Cinnamomum camphora) và cây Maackia cho màu nâu, cây óc chó đen (Juglans nigra) cho màu tím, cây phác Nhật Bản hay cây dưa chuột Nhật Bản (Magnolia obovata) cho màu xanh da trời và cây hương xuân hay cây tuyết tùng Trung Quốc (Toona sinensis) cho màu đỏ. Các thanh này sau đó được dán lại với nhau để tạo thành phần của mẫu hoa văn thiết kế dạng hình học. Bề mặt cắt được cắt thành tấm gỗ mỏng, được dán vào hộp và các tác phẩm thủ công mỹ nghệ khác. Để thêm vào men và sức mạnh cho bề mặt, lớp phủ kết thúc của sơn mài được phủ thêm vào.

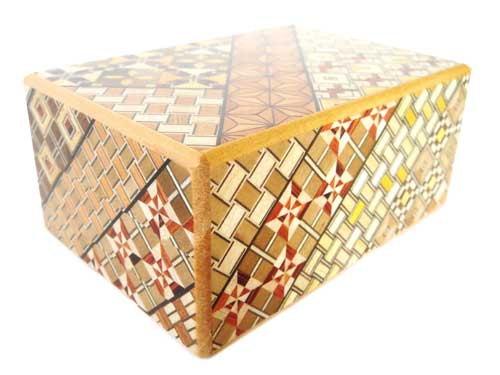
Hộp xếp hình yosegi Nhật Bản

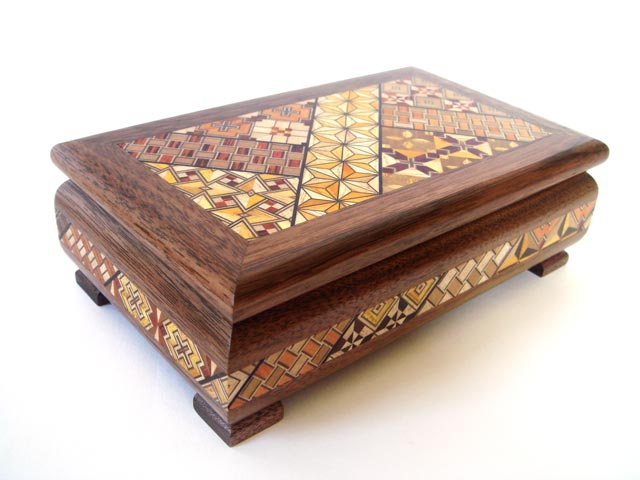
Hộp trang sức yosegi Nhật Bản

Yosegi thường được tìm thấy ở bên ngoài những chiếc hộp được giấu kín hoặc hộp xếp hình, nhưng cũng có thể được sử dụng để tạo ra hoặc trang trí nhiều vật dụng khác như khay, tủ, hộp nữ trang, lọ hoa, khung ảnh, đế lót ly uống,...
Hộp xếp hình yosegi thường khác nhau về kích cỡ và số bước yêu cầu để mở nó. Độ dài vật lý thường được đo theo đơn vị đo lường Nhật Bản truyền thống gọi là sun, với một sun bằng xấp xỉ 3 xentimét (1,2 in), do đó một chiếc hộp 5 sun sẽ dài khoảng 15 xentimét (5,9 in). Hộp thường gặp nhất trong khoảng từ 3 đến 6 sun. Một số bậc thầy nổi tiếng rất tự hào về bản thân trong việc tạo ra những chiếc hộp độc đáo mà không làm theo bất kỳ hướng dẫn kích thước nào.